# Mertensia meyeriana
Mertensia meyeriana là loài thực vật có hoa trong họ Mồ hôi. Loài này được J.F. Macbr. mô tả khoa học đầu tiên năm 1916.